# Запрутье (Ивано-Франковская область)
Запрутье (укр. Запруття) — село в Снятынской городской общине Коломыйского района Ивано-Франковской области Украины.
Население по переписи 2001 года составляло 179 человек. Занимает площадь 4,96 км². Почтовый индекс — 78364. Телефонный код — 03476.